# Hoplebaea mashunensis
Hoplebaea mashunensis är en skalbaggsart som beskrevs av Louis Albert Péringuey 1902. Hoplebaea mashunensis ingår i släktet Hoplebaea och familjen Melolonthidae. Inga underarter finns listade i Catalogue of Life.